# Ojos de ángel
Los «Ojos de ángel», (Inglés: Angel Eyes) es el tercer sencillo de  Libido del mismo nombre. Compuesto por Toño Jáuregui y Manolo Hidalgo.

## Vídeo
El vídeo estuvo dirigido por Percy Céspedez y muestra a un Libido con un estilo muy a los 90. Con mucha influencia del look grunge e indie. Se tomaron escenas de las primeras presentaciones de la banda.
- Datos: Q6049500